# Beaume (Loire)
Die Beaume (früher auch Ourzie genannt) ist ein kleiner französischer Fluss im Département Haute-Loire in der Region Auvergne-Rhône-Alpes. Sie entspringt im Gemeindegebiet von Cayres und mündet nach rund 10 Kilometern beim Weiler La Beaume, im Gemeindegebiet von Solignac-sur-Loire, als linker Nebenfluss in die Loire.

## Durchquerte Gemeindegebiete
Der Fluss durchquert die Gemeindegebiete von
- Cayres
- Chadron
- Le Brignon
- Solignac-sur-Loire

## Sehenswürdigkeiten
Nordöstlich von Le Brignon durchbricht der Fluss den Rand des Hochplateaus und stürzt ins Tal der Loire hinunter. Dabei bildet er einen Wasserfall von 27 Metern Fallhöhe, der als Cascade de la Beaume bekannt ist.